# Edmund Gomansky

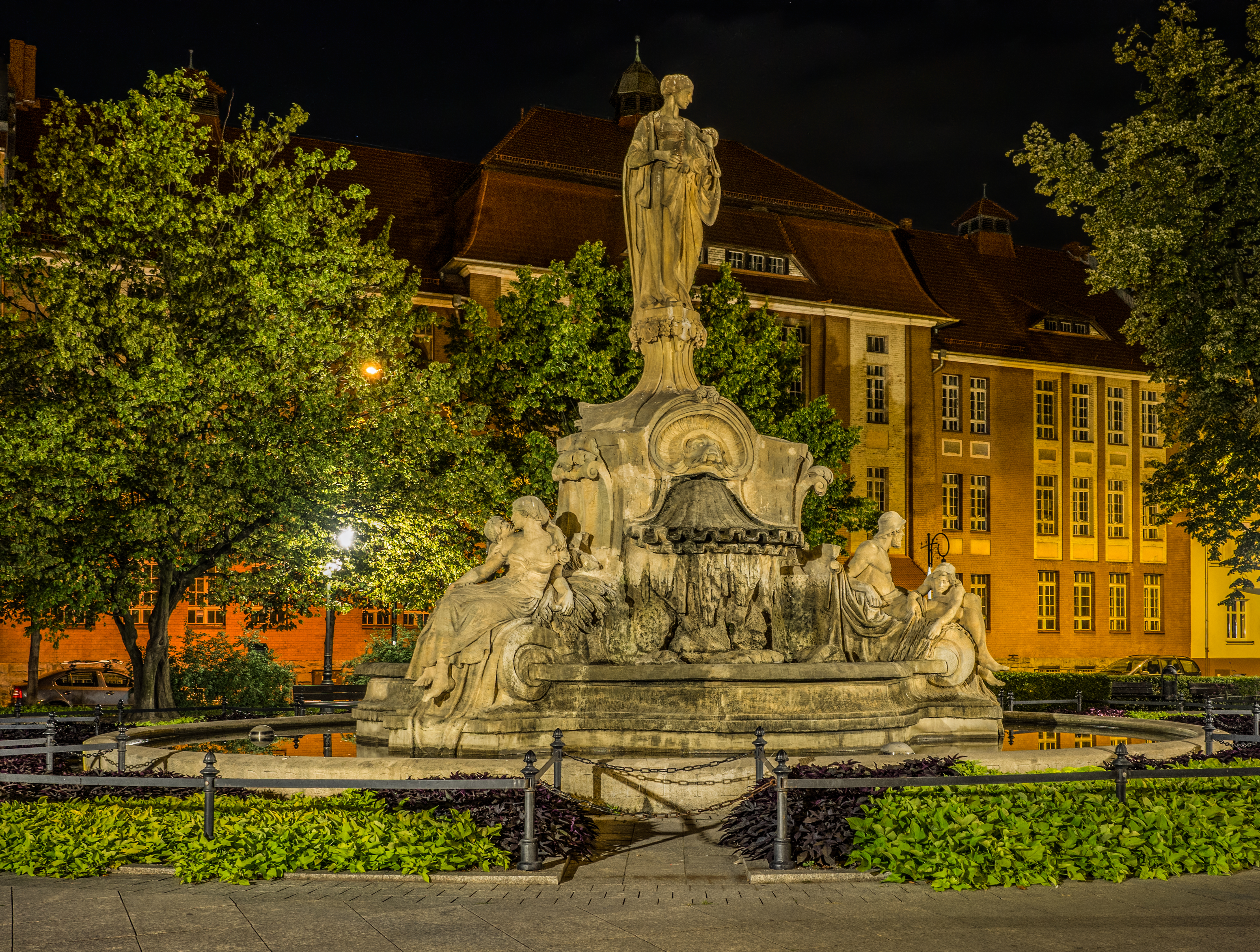
Fontanna Ceres w Opolu

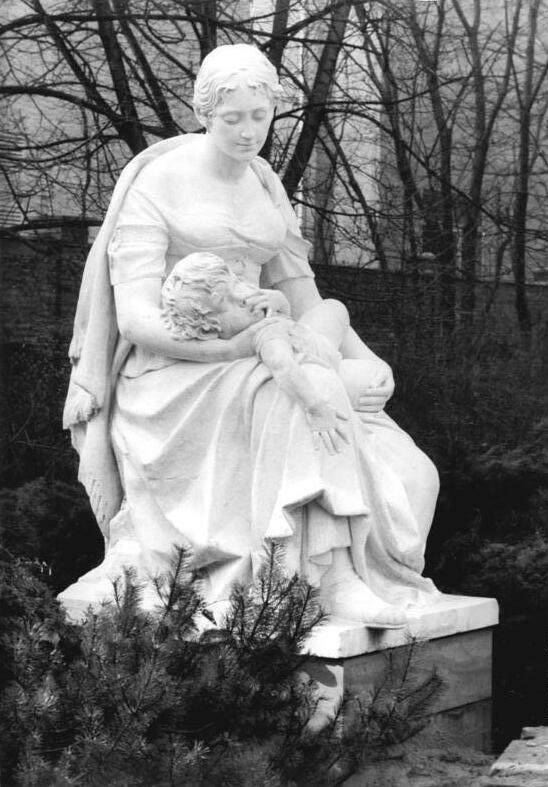
„Matka z dzieckiem“, Berlin (1898)

Edmund Gomansky, także Edmund Gomanski (ur. 6 listopada 1854 w Szczecinie, zm. 6 lutego 1930 w Berlinie) – niemiecki rzeźbiarz, autor fontanny Ceres na placu Daszyńskiego w Opolu.

## Życiorys
Studiował w berlińskiej Akademii Sztuk pod kierunkiem m.in. Fritza Schapera i Rudolfa Siemeringa.
Od roku 1880 mieszkał w  Berlinie-Wilmersdorfie. Uczestniczył w Wielkiej Berlińskiej Wystawie Sztuki. Początkowo wystawiał popiersia portretowe, później rzeźby o tematyce rodzajowej. Od roku 1911 zajmował się rzeźbą animalistyczną, głównie ptactwem (żurawie i pingwiny).

## Dzieła
- 1891: Modlący się chłopcy (wykonane dla Królewskich Muzeów w Berlinie pod nadzorem Rudolfa Siemeringa).
- 1895: Projekt konkursowy pomnika cesarza Wilhelma w Chemnitz – nagrodzony, lecz realizację powierzono Wilhelmowi von Rümannowi według jego konkurencyjnego projektu.
- 1898: Matka z dzieckiem – grupa marmurowa matki ze śpiącym dzieckiem, eksponowana w Berlinie. Rzeźba bez dzisiejszego cokołu wraz z „grupą ojcowską” Wilhelma Haverkampa stanowiła część marmurowej ławki na Andreasplatz. Po likwidacji placu została przeniesiona do parku ludowego Friedrichshain, gdzie znajduje się w bardzo złym stanie.
- 1902: Pomnik żołnierza, eksponowany w sali posiedzeń rady okręgu Niederbarnim w Brandenburgii.
- 1904–1907: Fontanna Ceres w Opolu na placu Ignacego Daszyńskiego (dawnym Friedrichsplatz). Powstała na podstawie wybranego w konkursie 1900 projektu na monumentalną fontannę i została ukończona w roku 1907 na stulecie Edyktu Październikowego z roku 1807 i wiążących się z nim pruskimi reformami rolnymi. Rzeźby przestawiają Ceres i jej córkę Prozerpinę oraz Posejdona (Neptuna) z jego synem Glaukosem z siecią rybacką, a także Herkulesa z motyką, co symbolizowało rolnictwo, rybołówstwo i górnictwo. Pierwotnie nad fontanną wznosił się baldachim w stylu Art Nouveau, usunięty w latach czterdziestych XX wieku.
- 1908: Andante (akt kobiecy, wystawiony na Wielkiej Berlińskiej Wystawie Sztuki)

## Fontanna Ceres

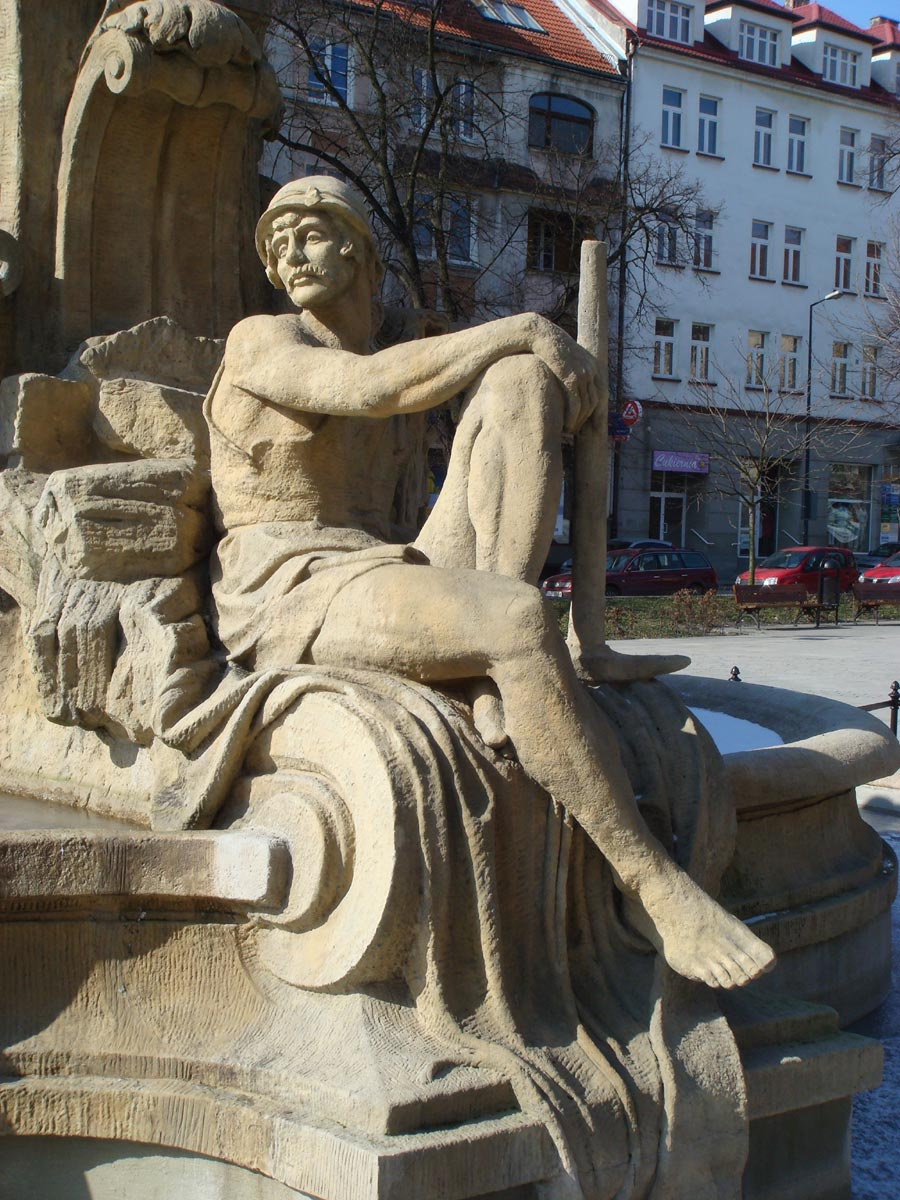
Górnictwo
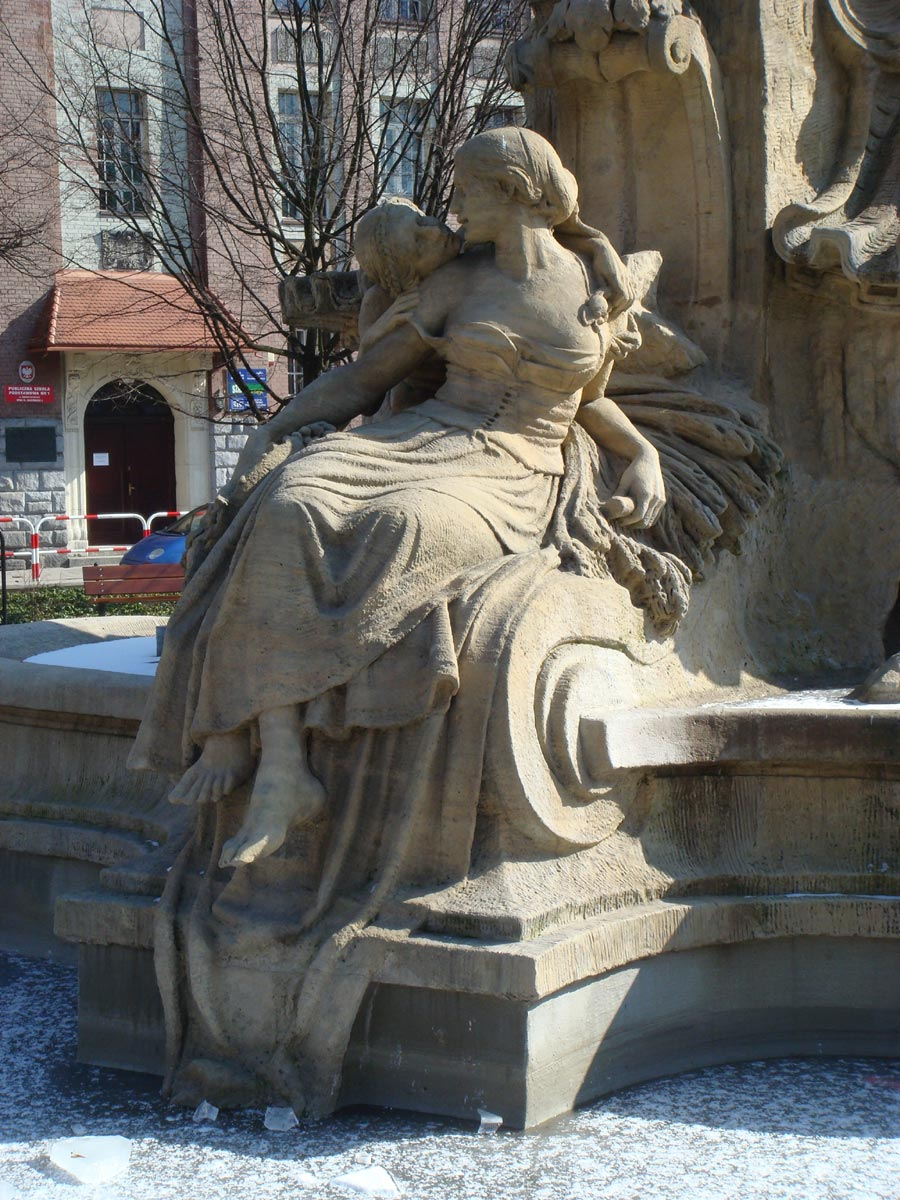
Rolnictwo
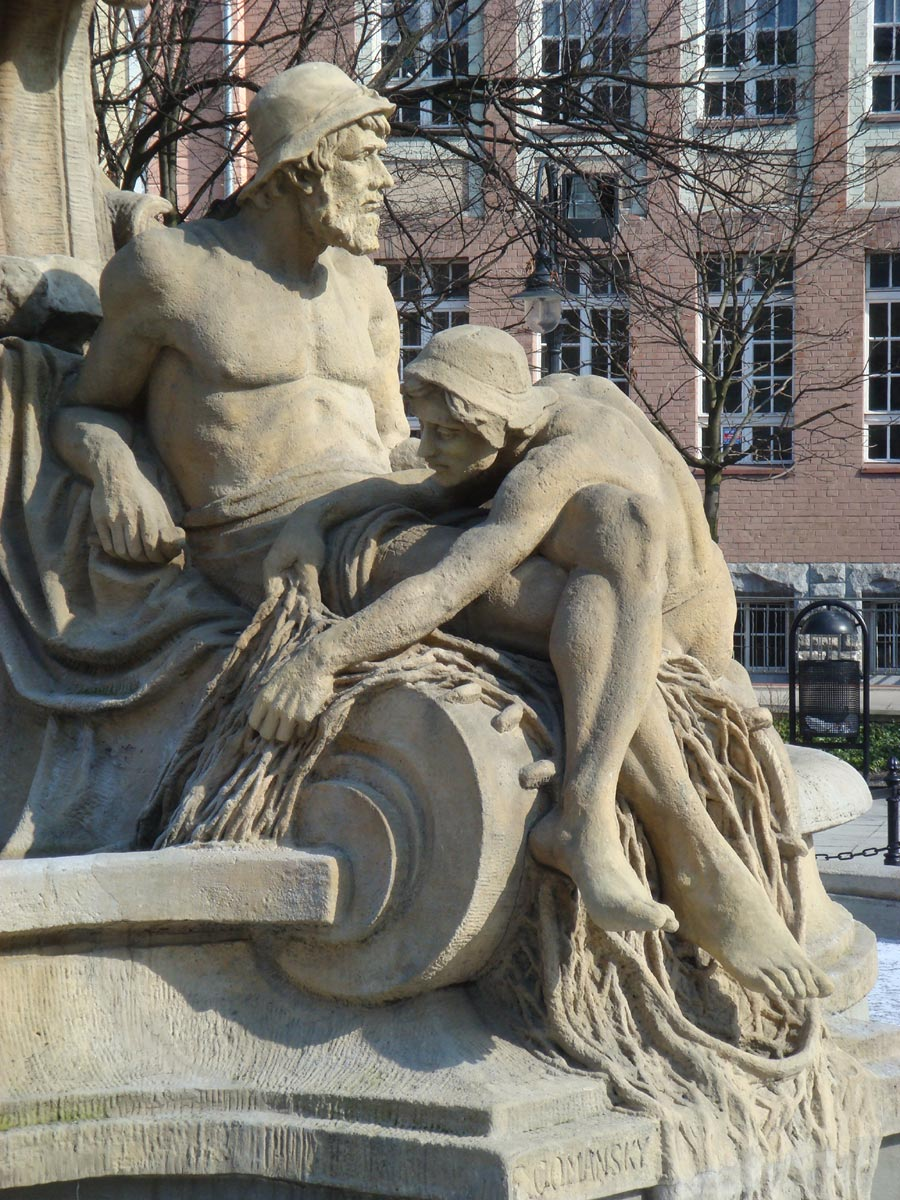
Rybołówstwo